# Історія «Гобіта»
Історія Гобіта (The History of The Hobbit) — двотомне дослідження Джона Рателіффа роману Дж. Р. Р. Толкіна «Гобіт». Опубліковане видавництвом HarperCollins у травні та червні 2007 року у Великій Британії. Обидва томи були випущені в США видавництвом Houghton Mifflin 21 вересня 2007 року; 26 жовтня 2007 року був випущений коробковий набір, що поєднує «Гобіта» з «Історією Гобіта». 27 жовтня 2011 року вийшло однотомне видання.
Двотомник містить неопубліковані Толкієном чернетки роману з коментарями Джона Д. Рателіффа. У ньому також детально описано різні редакції Толкіна до «Гобіта», включаючи залишені редакції неопублікованого третього видання твору, призначеного для 1960 року, а також раніше неопубліковані оригінальні карти та ілюстрації, намальовані самим Толкіном.

## Зв'язок зісторією Середзем'я
Коли Крістофер Толкін почав видавати «Історію Середзем'я», 12-томну серію, що документує процес творчості Дж. Р. Р. Толкіна під час створення Середзем'я, з текстами, що датуються 1910-ми по 1990-ті роки, він прийняв свідоме рішення не випускати том, який детально описує створення Гобіта. За його словами, Гобіт спочатку не був частиною попереднього легендаріуму його батька і був доданий до нього лише ретроспективно, хоча існування Гобіта назавжди змінило легендаріум.
Оскільки Крістофер Толкін не збирався братися за опубліковане дослідження «Гобіта», у 1980-х це завдання було дано Тауму Сантоскі. Сантоскі мав зв'язок із колекцією матеріалів Толкіна в Університеті Маркетта, де зберігаються оригінальні рукописи. Він помер у 1991 році, і зрештою завдання було передано вченому Інклінгів Джону Д. Рателіффу. Хоча Крістофер Толкін не працював безпосередньо над «Історією Гобіта», ця робота дуже схожа на «літературну археологію» його «Історії Середзем'я».
Рателіфф подав готовий проєкт книги Крістоферу Толкіну, який, схваливши роботу, дозволив опублікувати «Історію Гобіта» разом з іншими творами свого батька.